# Élections sénatoriales de 1952 en Guadeloupe
Les élections sénatoriales en Guadeloupe ont eu lieu le dimanche 18 mai 1952. 
Elles ont eu pour but d'élire les deux sénateurs représentant le département au Conseil de la République, pour un mandat plein de six années.

## Contexte départemental
Les grands électeurs qui votent pour ces élections reflètent les résultats des élections municipales de 1947. 
La sénatrice sortante Eugénie Éboué-Tell, élue en 1946 sous l'étiquette socialiste SFIO, qui à rejoint le RPF en 1948, ne se représente pas. Elle sera élue en juillet à l'assemblée de l'Union française. 
Maurice Satineau, élu en 1949 en tant que RPF, quitte le groupe gaulliste dès 1949 pour rejoindre son groupe d'origine, celui de la Gauche démocratique.

## Présentation des candidats et des suppléants
Les nouveaux représentants sont élus pour un mandat de 6 ans au suffrage universel indirect par les 600 grands électeurs, dont les 33 conseillers généraux, élus au Conseil général, les 4 parlementaires et 563 délégués des conseils municipaux. 
| Candidats | Candidats       | Parti | Principale fonction |
| --------- | --------------- | ----- | --- |
|           | Clovis Renaison | SFIO  | Ancien secrétaire de la section de la Ligue des droits de l'homme. Inspecteur des contributions, Syndicaliste. Sénateur de 1946 à 1948. |
|           | Lucien Bernier  | SFIO  | Maire et conseiller général de Saint-François. Avocat.                                                                                  |

| Candidats | Candidats        | Parti | Principale fonction                                                                             |
| --------- | ---------------- | ----- | ----------------------------------------------------------------------------------------------- |
|           | Amédée Valeau    | RPF   | Conseiller général et maire de Gourbeyre. Chirurgien-dentiste, agriculteur, grand propriétaire. |
|           | Maurice Satineau | RGR   | Maire et conseiller général de Sainte-Anne. Escroc, journaliste. Sénateur sortant.              |

| Candidats | Candidats        | Parti | Principale fonction                                              |
| --------- | ---------------- | ----- | ---------------------------------------------------------------- |
|           | Paul Lacavé      | PCF   | Maire et conseiller général de Capesterre-Belle-Eau. Pharmacien. |
|           | Hector Dessout * | PCF   | Conseiller municipal de Pointe-à-Pitre. Professeur au Lycée.     |

- Candidat uniquement au deuxième tour.

| Candidats | Candidats        | Parti   | Principale fonction                                                       |
| --------- | ---------------- | ------- | ------------------------------------------------------------------------- |
|           | Henri Rinaldo    | Soc ind | Président du Conseil général. Adjoint au maire de Pointe-à-Pitre. Avocat. |
|           | Gaston Feuillard | CNIP    | Conseiller général de Basse-Terre-2. Avocat.                              |
|           | Médard Albrand   | RPF     | Conseiller général et maire de Petit-Canal. Commerçant.                   |
|           | Letin            |         |                                                                           |
|           | Gotte            |         |                                                                           |

## Résultats
| Candidat et parti politique | Candidat et parti politique | Candidat et parti politique | Premier tour | Premier tour | Ballotage | Ballotage |
| Candidat et parti politique | Candidat et parti politique | Candidat et parti politique | Voix         | %            | Voix      | %         |
| --------------------------- | --------------------------- | --------------------------- | ------------ | ------------ | --------- | --------- |
|                             | Maurice Satineau *          | RGR                         | 205          | 38,10        | 278       | 49,91     |
|                             | Amédée Valeau               | RPF                         | 148          | 27,51        | 228       | 40,93     |
|                             | Lucien Bernier              | SFIO                        | 147          | 27,32        | 185       | 33,21     |
|                             | Clovis Renaison             | SFIO                        | 128          | 23,79        | 132       | 23,70     |
|                             | Paul Lacavé                 | PCF                         | 127          | 23,61        | 124       | 22,26     |
|                             | Gaston Feuillard            | CNIP                        | 58           | 8,55         | 7         | 1,26      |
|                             | Letin                       |                             | 46           | 8,55         |           |           |
|                             | Henri Rinaldo               | Soc ind                     | 41           | 7,62         | 4         | 0,72      |
|                             | Médard Albrand              | RPF                         | 32           | 5,95         | 4         | 0,72      |
|                             | Gotte                       |                             | 5            | 0,93         |           |           |
|                             | Hector Dessout              | PCF                         | -            | -            | 139       | 24,96     |
|                             |                             |                             |              |              |           |           |
| Inscrits                    | Inscrits                    | Inscrits                    | 600          | 100,00       | 600       | 100,00    |
| Votants                     | Votants                     | Votants                     | 579          | 96,50        | 577       | 96,17     |
| Exprimés                    | Exprimés                    | Exprimés                    | 538          | 92,92        | 557       | 96,53     |